# V371 Андромеды
V371 Андромеды (лат. V371 Andromedae), HD 12376 — кратная звезда в созвездии Андромеды на расстоянии приблизительно 168 световых лет (около 51,5 парсека) от Солнца.

## Характеристики
Первый компонент (HD 12376A) — жёлтый карлик, вращающаяся переменная звезда типа BY Дракона (BY:) спектрального класса G5 или G9V. Видимая звёздная величина звезды — от +8,34m до +8,3m. Масса — около 0,87 солнечной, радиус — около 1,4 солнечного, светимость — около 1,387 солнечной. Эффективная температура — около 5018 K.
Второй компонент — красный карлик спектрального класса M. Масса — около 92,59 юпитерианских (0,0884 солнечной). Удалён на 1,037 а.е..
Третий компонент (HD 12376B) — предположительно оранжевый карлик спектрального класса K. Видимая звёздная величина звезды — +8,9m. Масса — около 0,6 солнечной. Орбитальный период — около 12,94 лет.
Четвёртый компонент (TYC 2320-1525-2) — оранжевый карлик спектрального класса K0V. Видимая звёздная величина звезды — +11,5m. Масса — около 0,73 солнечной. Орбитальный период — около 310,51 лет. Удалён на 0,8 угловой секунды.